# チマタの噺
『チマタの噺』（ちまたのはなし）は、テレビ東京系列で毎週水曜日の0:00 - 0:30（火曜深夜）（JST）の「ソコアゲ★ナイト」枠に放送されたトークバラエティ番組である。

## 概要
司会を務める笑福亭鶴瓶は、テレビ東京の前身である東京12チャンネル時代の1975年に『独占!男の時間』の生放送中に全裸を披露し、以後テレビ東京（当時は東京12チャンネル）の番組から締め出されていたが、それ以来37年ぶりのテレビ東京製作番組への出演、なおかつ初MC番組となる。
番組は、街中の様々な何気のない日常会話の中にある心温まるエピソードや意外な話などをベースに、VTRを製作し、それを見ながら、鶴瓶とゲストの著名人が自由気ままにフリートークを展開するというものである。
2021年4月改編で放送時間を12分前倒しし、かつ18分縮小の水曜日0:00 - 0:30となる。
2023年1月2日23:30 - 24:55に「1年ぶりに復活SP!」が放送された。

## 出演者

### 司会
- 笑福亭鶴瓶

## スタッフ（2021年5月以降）
- ナレーション：末武里佳子（テレビ東京アナウンサー）[注 6]
- 構成：あだち昌也、松田幸三、廣川祐樹
- TD：村上岳文
- VE：百崎拓哉
- CAM：滝瀬勝彦
- AUD：松本直人
- LD：小堀雄大
- アートプロデューサー：薬王寺哲朗
- デザイン：三重野基
- 美術進行：岩本朝美
- 大道具：遠藤直貴
- アクリル装飾：是安弘樹
- モニター：サンフォニックス
- 編集：緒方賢一郎／筒井啓介
- MA：船木優
- 音効：松下俊彦、保(穂)積尚子
- メイク：ビーム、山田かつら
- スタイリスト：上野真紀
- 撮影協力：テクノマックス、e-naスタジオ、テレビ東京アート、ラビットムーンオフィス
- 番宣：西本美穂（テレビ東京）
- アシスタントプロデューサー：辻将太（K-max）
- ディレクター：石尾彰弘・山口堅太郎・木村海渡（K-max）【毎週】、伊澤秀昭（K-max）【週替り】／坂本健一郎・布目顕一郎・小山薫（K-max）
- 演出：吉野裕二（K-max、以前はディレクター）
- プロデューサー：藤枝彰（テレビ東京、2019年7月23日 -、以前はディレクター→アシスタントプロデューサー）、工藤浩之・村井守（村井→以前はAP[注 7]。）（共にK-max）
- チーフプロデューサー：井関勇人（テレビ東京、2019年7月23日 -、以前はプロデューサー）
- 制作協力：K-max
- 製作著作：テレビ東京

### 過去のスタッフ
- ナレーション：白石小百合（テレビ東京アナウンサー[注 8]）[注 9]
- TD：吉田和雄
- VE：入江俊之、持塚浩司
- CAM：山岸慶太郎
- AUD：湯面由香里、佐藤達也
- LD：藤谷直之、高柴圭一、新谷初
- 大道具：大蔵郁弥
- 編集：尾崎博樹、篠谷優、十川海次郎、堀内雅也
- 音効：上島光央
- 番宣：森村祥子、河村彩子（共にテレビ東京）
- アシスタントプロデューサー：角田康治（テレビ東京）、羽場愛・恒吉祐衣（共にK-max）
- ディレクター：関谷司・佐々部龍太・加藤貴大・碧山莉那・桑原礼奈・浅倉俊之・高畠大地（K-max）
- 演出：木原猛（K-max）
- プロデューサー：小西寛・小谷中真実（共にK-max）

## ネット局
| 放送対象地域   | 放送局                | 系列           | 放送日時                     | 遅れ       | 脚注            |
| -------------- | --------------------- | -------------- | ---------------------------- | ---------- | --------------- |
| 関東広域圏     | テレビ東京（TX）      | テレビ東京系列 | 水曜 0:00 - 0:30（火曜深夜） | 制作局     | 制作局          |
| 北海道         | テレビ北海道（TVh）   | テレビ東京系列 | 水曜 0:00 - 0:30（火曜深夜） | 同時ネット |                 |
| 愛知県         | テレビ愛知（TVA）     | テレビ東京系列 | 水曜 0:00 - 0:30（火曜深夜） | 同時ネット |                 |
| 岡山県・香川県 | テレビせとうち（TSC） | テレビ東京系列 | 水曜 0:00 - 0:30（火曜深夜） | 同時ネット |                 |
| 福岡県         | TVQ九州放送（TVQ）    | テレビ東京系列 | 水曜 0:00 - 0:30（火曜深夜） | 同時ネット |                 |
| 大阪府         | テレビ大阪（TVO）     | テレビ東京系列 | 水曜 0:00 - 0:30（火曜深夜） | 同時ネット | [ 注 10 ]       |
| 奈良県         | 奈良テレビ（TVN）     | 独立局         | 火曜 1:00 - 1:30（月曜深夜） | 遅れネット | [ 注 11 ]       |
| 滋賀県         | びわ湖放送（BBC）     | 独立局         | 火曜 23:58 - 翌0:45          | 遅れネット | [ 注 12 ]       |
| 和歌山県       | テレビ和歌山（WTV）   | 独立局         | 日曜 2:10 - 2:40（土曜深夜） | 遅れネット |                 |
| 熊本県         | テレビ熊本 （TKU）    | フジテレビ系列 | 金曜 0:25 - 1:15（木曜深夜） | 遅れネット |                 |
| 秋田県         | 秋田放送（ABS）       | 日本テレビ系列 | 日曜 1:55 - 2:25（土曜深夜） | 遅れネット | [ 注 13 ]       |
| 長野県         | テレビ信州（TSB）     | 日本テレビ系列 | 水曜 1:29 - 1:59（火曜深夜） | 遅れネット | [ 注 14 ] [ 2 ] |

### 過去のネット局
| 放送対象地域 | 放送局                   | 系列           | 放送日時                     | 遅れ       | 脚注      |
| ------------ | ------------------------ | -------------- | ---------------------------- | ---------- | --------- |
| 石川県       | テレビ金沢（KTK）        | 日本テレビ系列 | 水曜 1:34 - 2:21（火曜深夜） | 遅れネット | [ 注 15 ] |
| 静岡県       | 静岡放送（SBS）          | TBS系列        | 水曜 0:10 - 0:57（火曜深夜） | 遅れネット |           |
| 三重県       | 三重テレビ               | 独立局         | 火曜 21:00 - 21:50           | 遅れネット | [ 注 16 ] |
| 新潟県       | NST新潟総合テレビ（NST） | フジテレビ系列 | 火曜 1:25 - 1:55（月曜深夜） | 遅れネット | [ 注 18 ] |
| 福島県       | テレビユー福島 (TUF)     | TBS系列        | 日曜 6:15 - 6:45             | 遅れネット | [ 注 19 ] |